# Krystal Forscutt
Krystal Forscutt (Batemans Bay, New South Wales; 12 juli 1986) is een Australisch fotomodel en voormalig deelneemster van Big Brother Australia.
Forscutt nam in 2006 deel aan Big Brother Australia. Ze zat vanaf het begin uit het huis en uiteindelijk werd ze op dag 92 weggestemd. Na haar vertrek uit het Big Brother-huis ging Forscutt aan de slag als fotomodel. Ze verscheen op de cover van Ralph Magazine in juni 2006. Forscutt tekende vervolgens een contract bij het tijdschrift Zoo Weekly als spokesmodel en columnist. Bovendien had ze in november 2006 en maart 2007 een fotoreportage in het tijdschrift FHM. In februari 2007 eindigde Forscutt op de tweede plaats achter Emily Scott in de verkiezing van "Sexiest Aussie Babe", die werd gehouden onder de lezers van FHM Australia. In mei 2007 nam Forscutt deel aan de celebrity zingcompetitie It Takes Two, de Australische variant van Just the Two of Us, maar ze moest al in de tweede ronde het programma verlaten. In 2007 speelde Forscutt in de computergame Need for Speed: Pro Street van Electronic Arts als een van de hoofdfiguren.